# Heterochelus zumpti
Heterochelus zumpti är en skalbaggsart som beskrevs av Kulzer 1960. Heterochelus zumpti ingår i släktet Heterochelus och familjen Melolonthidae. Inga underarter finns listade i Catalogue of Life.